# Lotta Engberg
Lotta Engberg, właściwie Anna Charlotte Pedersen (ur. 5 marca 1963 w Överkalix) – szwedzka piosenkarka oraz prezenterka telewizyjna.

## Życiorys

### Wczesne lata
Wychowywała się w Laxå.

### Kariera
Debiutowała medialnie w 1980, mając 17 lat, występem w szwedzkim programie SVT Nygammalt, w którym wystąpiła jako członkini chóru Trioa. Po występie otrzymała stałe miejsce w programie.
Sześciokrotnie uczestniczyła w Melodifestivalen (zarówno jako solistka, jak i członkini zespołu), biorąc udział w konkursach w 1984, 1987, 1988, 1990, 1996 i 2002. W 1987 z piosenką „Fyra Bugg & en Coca Cola” wygrała finał Melodifestivalen, dzięki czemu reprezentowała Szwecję w Konkursie Piosenki Eurowizji. Z powodów komercyjnych tytuł piosenki zmieniła na „Boogaloo” i zajęła z nią 12. miejsce w finale konkursu.
W 1989 wraz z mężem Andersem Engergiem założyła zespół o nazwie „Lotta & Anders Engbergs Orkester”. W 1993 zdobyli nagrodę „Zespół roku” na gali rozdania Grammis. W 1994 założyła własny zespół „Lotta Engbergs Orkester”, który zakończył działalność w 2002. W latach 2001–2004 była również członkinią zespołu „Kikki, Bettan & Lotta”. W 2003 uczestniczyła w norweskim Melodi Grand Prix.
W ostatnich latach rozpoczęła karierę prezenterki w szwedzkiej telewizji. Od sierpnia 2008 jest gospodarzem telewizyjnej loterii Bingolotto.
Wiosną 2014 brała udział w dziewiątej edycji programu TV4 Let’s Dance. Jej partnerem tanecznym był Alexander Svanberg, z którym odpadła w siódmym odcinku, zajmując 6. miejsce.

## Dyskografia
- Fyra Bugg & en Coca Cola (1987)
- Världens lyckligaste par (1987, w duecie z Lasse Stefanzem)
- Succéschottis (1987)
- 100% (1987, wraz z Triple & Touch)
- Kan man gifta sig i jeans?  (1988)
- Ringar på vatten (1988, w duecie z Haakon’em Pedersen’em)
- Fyra Bugg & en Coca Cola och andra hits 02003)
- Kvinna & man (2005, w duecie z Jarl’em Carlsson’em)
- Världens bästa Lotta (2006)
- Jul hos mig (2009)
- Äntligen december (2009)
- Lotta & Christer (2012, z Christerem Sjögrenem)